# Kamienica Józefa Bakela w Warszawie

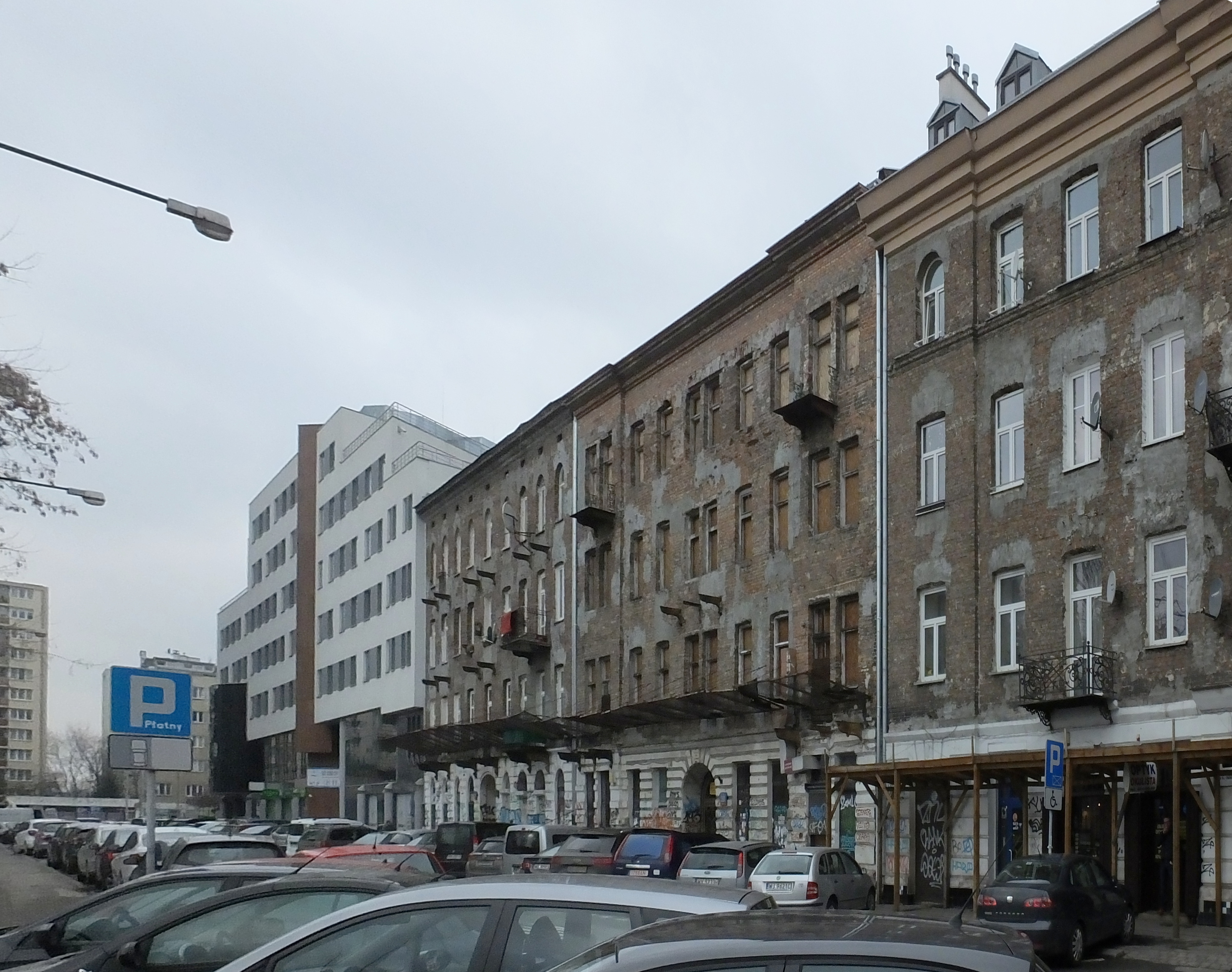
Budynki przy ul. Chmielnej 126, 128, 130, 132/134

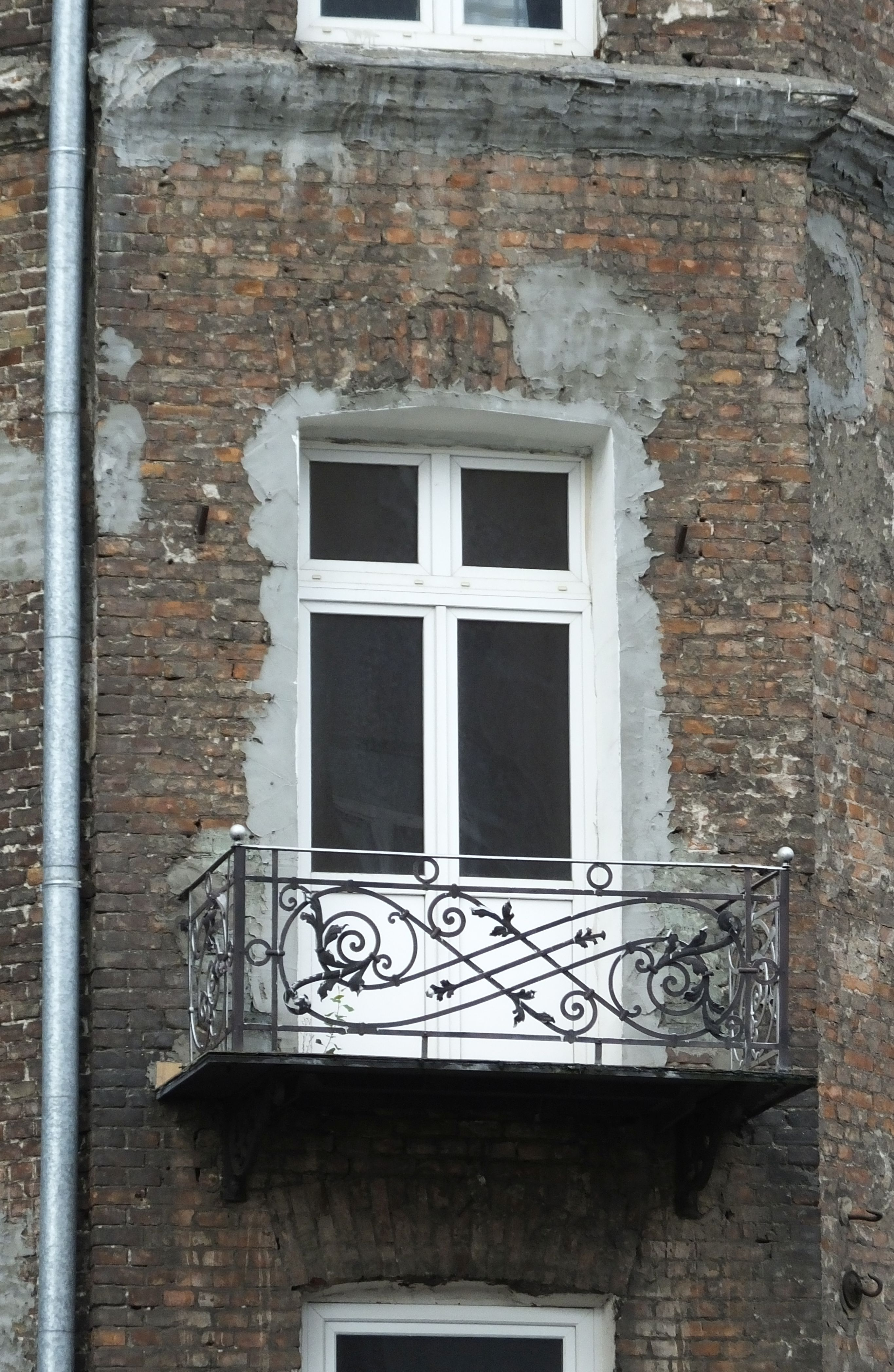
Detal – balkon

Kamienica Józefa Bakela – zabytkowa kamienica znajdująca się przy ul. Chmielnej 126 w Warszawie.

## Historia
Trzypiętrowa kamienica przy Chmielnej 126, należąca najprawdopodobniej do Józefa Bakela, została wzniesiona w 1897. Jej budowa wpisywała się w rozwój zachodniego odcinka Chmielnej, zarazem stanowiła element procesu urbanizacji Mirowa oraz przybliżenia tkanki miasta do terenów i zabudowań kolejowych, ciągnących się liniowo wzdłuż torów od Dworca Wiedeńskiego. 
W latach 1896–1900 w tej samej konwencji architektonicznej zbudowane zostały sąsiednie domy nr 128 i 130. Posiadały obfitą dekorację sztukatorską. Została ona skuta w latach 60. wraz z tynkiem, a z wystroju fasad pozostały boniowania w parterze i część balkonów z balustradami i wspornikami. „Ciąg trzypiętrowych kamienic” świadczy obecnie o wyglądzie pierzei na krańcu zachodniego Śródmieścia na przełomie XIX i XX wieku. Kluczową rolę w jej układzie odgrywa dom nr 126, który dzięki narożnemu położeniu oraz ośmioprzęsłowej elewacji od strony ulicy Żelaznej sprawia, że cała pierzeja nabiera większego rozmiaru oraz istotności w przestrzeni skrzyżowania. 
W latach międzywojennych po drugiej stronie ulicy Chmielnej stanął tzw. Dom Kolejowy i Centralny Dworzec Pocztowy. Razem z nimi kamienica przy Chmielnej 126 stała się miejscem intensywnych walk podczas powstania warszawskiego. Kamienica była redutą przez pierwsze dni, a potem do końca walk ważną placówką powstańczą na zapleczu linii tzw. twardego frontu, szczególnie dla kompanii Zbigniewa Bryma „Zdunina”, który opisał jej historię w książce Żelazna reduta.
Styk Śródmieścia i Woli, gdzie znajduje się kamienica, był po II wojnie światowej nazywany „Dzikim Zachodem” z racji mniejszej wagi przykładanej do tego fragmentu przez powojenne władze, którym nie zależało na zachowaniu przedwojennej tkanki miasta.
Kamienica została zreprywatyzowana na podstawie decyzji wydanych na mocy Dekretu Bieruta w latach 2010 i 2012. W momencie wydania pierwszej decyzji zameldowanych w niej było 70 osób. Dom umieszczono w 2012 w gminnej ewidencji zabytków Warszawy.
Obecnie zachodni odcinek Chmielnej jest poważnie zaniedbany. Ze względu na historyczne znaczenie budynku oraz fatalny stan techniczny stowarzyszenie Miasto Jest Nasze skierowało w lutym 2019 wniosek do wojewódzkiego konserwatora zabytków o wpis budynku do rejestru zabytków. Łączyło się to z postulatem ochrony wartości kamienicy i rewitalizację.

## Detal architektoniczny
Fasada trzypiętrowej kamienicy (z krótką czteropiętrową oficyną zachodnią) składa się z dziesięciu przęseł. Dodatkowo urozmaicona została trzema ryzalitami, a ten w osi środkowej, w której znajduje się również przejazd bramny, odznacza się podwójną liczbą okien. Przez całą szerokość elewacji biegnie uskokowy gzyms wieńczący złożony z czterech profilowanych listew, wysuniętych przed lico budynku. Ze względu na relatywnie szerokie listwy oraz horyzontalną perspektywę, przełamaną w narożniku, dynamizuje on bryłę kamienicy.
Pierwotny „wystrój składał się z opasek okiennych (na dwóch wyższych piętrach – uszakowych), sztukatorsko dekorowanych fryzów i krótkich naczółków poziomych okien pierwszego piętra, rocaille’owych zworników opasek okien piętra drugiego oraz podobnych, lecz skromniejszych zworników na ostatniej, odciętej gzymsem kordonowym kondygnacji, na której wyróżniały się ponadto półkoliście zamknięte okna w partii ryzalitów”.
Do dzisiaj zachowało się siedem balkonów. Cztery z nich, a wśród nich ten w osi ściętego narożnika, posiadają oryginalne balustrady kute w faliste motywy wolut. Pozostałe trzy, ulokowane na skraju ryzalitu ostatniej osi bocznej elewacji, obramowane są balustradami ze smukłych, żeliwnych tralek. Istotną pozostałością jest pasowe boniowanie kondygnacji przyziemia, poprzebijanego licznymi witrynami. Część z nich zachowała pierwotne zamknięcie łukiem płaskim, część wyewoluowała w kierunku prostokątnego kształtu.
Do współczesnych czasów dotrwał przejazd bramny i wystrój klatek schodowych.